# Macradenia regnellii
Macradenia regnellii es una especie de orquídea epifita.  Es originaria de Sudamérica.

## Descripción
Es una orquídea de tamaño pequeño, con hábitos de epífitas y con pseudobulbos  oblongos, ligeramente aplanados en forma de huevo envuelto basalmente por vainas dísticas de superposición y que lleva una hoja erecta carnosa a coriácea, elíptica a oblonga  rígidas que se reducen por debajo de ser conduplicada y forma una base peciolada. Florece en la primavera en Brasil en una inflorescencia de 8 a 9 cm  de largo, ligeramente flexuosa, cilíndrica, basal, con 8-10 flores.

## Distribución
Se encuentra en la Sierra de la Mantiqueira en los bosques lluviosos y de montaña de Minas Gerais y São Paulo en Brasil en elevaciones de 1000 a 1500 metros.

## Taxonomía
Macradenia regnellii fue descrita por João Barbosa Rodrigues y publicado en Genera et Species Orchidearum Novarum 2: 183. 1881.
Etimología
Macradenia: nombre genérico que es una referencia a los largos pecíolos que tienen estas plantas.
regnellii: epíteto otorgado en honor del recolector de orquídeas sueco Regnell.